# Eugonosia angulifer
Eugonosia angulifer är en fjärilsart som beskrevs av William Schaus 1899. Eugonosia angulifer ingår i släktet Eugonosia och familjen björnspinnare. Inga underarter finns listade i Catalogue of Life.